# Лопе Диас IV де Аро
Лопе Диас де Аро (исп. Lope Díaz de Haro; ? — октябрь 1322) — кастильский дворянин из дома Аро, дома сеньоров Бискайи. Он был первенцем Диего Лопес V де Аро (1250—1310), сеньора Бискайи (1295—1310). Хотя он не унаследовал титул сеньора Бискайи после своего отца, он наиболее известен как сеньор де Ордунья и Вальмаседа. С 1310 по 1311 год — главный знаменосец короля Кастилии Фердинанда IV.

## Семейное происхождение
Лопе Диас IV де Аро был старшим сыном Диего Лопес V де Аро и его жены, инфанты Виоланты Кастильской. Его дедом по отцовской линии был Диего Лопес III де Аро, сеньор Бискайи, и его жены Констанции Беарнской. Его родителями по материнской линии были Альфонсо X, король Кастилии и Леона, и Виоланта Арагонская, дочь короля Арагона Хайме I Завоевателя.

## Биография
Будучи первенцем Диего Лопес V де Аро, Лопе Диас IV был воспитан с верой в то, что унаследует Бискайскую сеньорию. После продолжительной серии споров о наследовании сеньории, которые часто приводили к насилию, титул перешел к Марии II Диас де Аро (1254—1342), внучке Марии I Диас де Аро, двоюродной сестре Лопе Диаса.
Со смертью Лопе Диас III де Аро, убитого по приказу короля Кастилии Санчо IV в 1288 году, сеньория Бискайя перешла к Марии I Диас де Аро, его старшей дочери. После прихода к власти нового короля Кастилии Фердинанда IV после смерти Санчо IV Кастильское королевство погрузилось в хаос, и Диего Лопес V, отец Лопе Диаса IV, смог силой захватить Бискайскую сеньорию у своей племянницы, чей муж инфант Хуан Кастильский был заключен в тюрьму за преступления, совершенные против Санчо IV в сговоре с Диего Лопесом III де Аро. Это привело к пожизненной борьбе между двумя сторонами и борьбе за благосклонность королевского двора, причем обе стороны иногда считались находящимися в состоянии войны с короной.
В 1307 году Диего Лопес V де Аро подписал соглашение, по которому титул над Бискайской сеньорией получила его племянница Мария I Диас де Аро только после его смерти, и что захваченный силой титул останется его до тех пор. Соглашение также предусматривало, что титул сеньора де Ордунья и Бальмаседа, ранее связанный с Бискайей, останется у потомков Диего Лопеса V и будет передан его старшему сыну Лопе Диасу IV после его смерти. Кроме того, в попытке компенсировать и урегулировать эту сделку, король Кастилии Фердинанд IV дал Лопе Диасу IV титул сеньора де Бельмонте-де-Миранда и Виллальба-де-Лоса, оба города ранее принадлежали короне.
Что касается соглашения, достигнутого по поводу владения Бискайской сеньории, королевский майордом Хуан Нуньес II де Лара чувствовал себя недостаточно компенсированным королем и его матерью, по причине чего он удалился от королевского двора в знак протеста, не завершив свою должность. В результате Диего Лопес V де Аро в дальнейшем получил титул главного майордома короля. Это вызвало дальнейшие волнения, поскольку инфант Хуан Кастильский, муж Марии II де Аро, также удалился от двора в знак протеста.
К 1309 году многие споры были разрешены, и все стороны участвовали в кампании против Гранадского эмирата. Эта кампания, хотя и была успешной в некоторых отношениях, таких как захват Гибралтара, завершилась катастрофической и деморализующей осадой Альхесираса в 1309 году. Именно здесь большая часть армии Фердинанда IV покинула его, в том числе инфант Хуан Кастильский. В 1310 году Диего Лопес V умер в лагере от ран, полученных во время осады, оставив свои владения, за исключением Бискайской сеньории, своему старшему сыну Лопе Диасу IV.
В 1311 году Лопе Диас IV участвовал в восстании против короля Фердинанда IV Кастильского вместе с инфантом Хуаном Кастильским и Хуаном Нуньесом II де Ларой, главой дома Лара. Их восстание способствовало свержению Фердинанда IV и назначению вместо него его брата, инфанта Педро Кастильского. В конце концов, восстание прекратилось из-за отсутствия поддержки со стороны королевы-консорта Марии де Молины.

## Смерть
Лопе Диас IV де Аро скончался в октябре 1322 года, не оставив после себя потомков. После его смерти все его титулы перешли к его младшему брату Фернандо Диасу де Аро.